# 144 هـ
144 هـ هي سنة في التقويم الهجري امتدت مقابلةً في التقويم الميلادي بين سنتي 761 و762.

## مواليد
- أبو محمد موسى الهادي
- الفراء
- أبو زكريا الفراء
- عمران بن مجالد

## وفيات
- أسيد بن عبد الرحمن الخثعمي
- يحيى بن سعيد الأنصاري